# 圣阿穆尔贝勒维
圣阿穆尔贝勒维（法語：Saint-Amour-Bellevue，發音：[sɛ̃t‿amuʁ bɛlvy] ⓘ）是法国索恩-卢瓦尔省马孔区的市镇，面积5.09平方千米，2022年1月1日人口为590人。

## 地理
圣阿穆尔贝勒维（46°14'42"N, 4°44'36"E）面积5.09平方千米，位于法国勃艮第-弗朗什-孔泰大區索恩-卢瓦尔省，该省份为法国中部省份，北起顺时针与科多尔省、汝拉省、安省、罗讷省、卢瓦尔省、阿列省和涅夫勒省接壤。
与圣阿穆尔贝勒维接壤的市镇（或旧市镇、城区）包括：圣韦朗、沙讷、拉沙佩勒德甘谢。
圣阿穆尔贝勒维的时区为UTC+01:00、UTC+02:00（夏令时）。

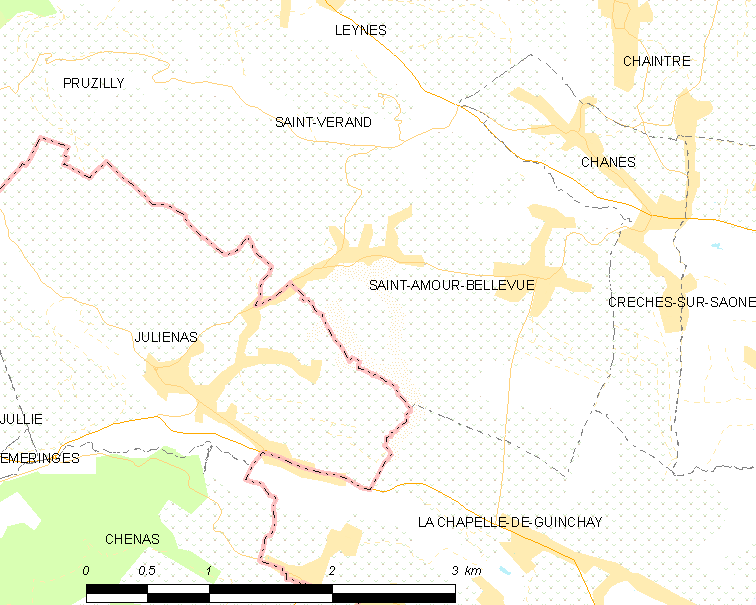
圣阿穆尔贝勒维的OSM定位图

## 行政
圣阿穆尔贝勒维的邮政编码为71570，INSEE市镇编码为71385。

## 政治
圣阿穆尔贝勒维所属的省级选区为拉沙佩勒德甘谢县。

## 人口

1962-2008年间圣阿穆尔贝勒维人口变化图示

圣阿穆尔贝勒维于2022年1月1日时的人口数量为590人。